# Fisherton de la Mere
Fisherton de la Mere är en by i civil parish Wylye, i distriktet Wiltshire, i grevskapet Wiltshire, i England. Byn är belägen 11 km från Corsham. Fisherton de la Mare var en civil parish fram till 1934 när blev den en del av Wylye och Stockton. Civil parish hade 195 invånare år 1931. Byn nämndes i Domedagsboken (Domesday Book) år 1086, och kallades då Fisertone.